# Hinkelien Schreuder
Hinkelien Schreuder (Goor, 13 de fevereiro de 1984) é uma nadadora holandesa.
Participou dos Jogos Olímpicos de Pequim 2008, onde ganhou o ouro no revezamento 4x100 m livres pela equipe holandesa. Também obteve o sétimo lugar no 50m livres. Em Londres 2012 obteve a prata no 4x100 m livres.
É campeã mundial em Roma 2009 pelo revezamento 4x100 m livres holandês. Em piscina curta, obteve três ouros seguidos em 2006, 2008 e 2010 no revezamento 4x100 m livres, além de outras medalhas individuais.